# Багамські мангри
Багамські мангри (ідентифікатор WWF: NT0403) — неотропічний екорегіон мангрових лісів, розташований на Багамських островах та на островах Теркс і Кайкос.

## Географія
Екорегіон багамських мангрів розташований на Багамському архіпелазі, який лежить у північній частині Карибів. Цей архіпелаг складається з понад 3000 островів, лише близько 30 з яких мають постійне населення. Більшість Багамських островів є невеликими рифами та піщаними мілинами (кеями), що ледь підіймаються над поверхнею моря, тоді як середня висота найбільших островів становить лише 10-20 м над рівнем моря. Більшу частину Багамського архіпелагу складає Співдружність Багамських Островів, яка отримала незалежність у 1973 році, тоді як острови Теркс і Кайкос, розташовані на крайньому сході архіпелагу, є британською заморською територією
Багамський архіпелаг розташований на вершині великого підводного вапнякового плато, оточеного глибокими протоками. Затоплені ділянки цього плато утворюють велике мілководдя. У часи останнього льодовикового періоду, коли рівень моря був на 120 м нижчим, ніж зараз, більша частина цього мілководдя була суходолом; таким чином, сучасна площа Багамських островів становить лише невелику частину від їх доісторичної площі. Коли вапнякова платформа піднялася над водою, вона піддалася інтенсивному хімічному вивітрюванню, яке призвело до формування численних карстових печер та воронок. Коли ці воронки були затоплені океаном, утворилися мальовничі блакитні діри, найвідомішою з яких є блакитна діра Діна глибиною 202 м. Майже на кожному острові є водно-болотні угіддя, більшість з яких складається з мілководних лагун, мангрових боліт та прибережних мулистих мілин. Однак великі річки на островах відсутні через пористий вапняковий субстрат.
Екорегіон багамських мангрів охоплює майже половину Багамського архіпелагу. Внутрішні частини архіпелагу, які розташовані вище над рівнем моря та не затоплюються морською водою під час припливів, є частиною екорегіонів соснових лісів Багамських островів та сухих лісів Багамських островів.

## Клімат
На більшій частині Багамського архіпелагу переважає саванний клімат (Aw за класифікацією кліматів Кеппена). З травня по жовтень в регіоні триває спекотний та вологий сезон дощів, коли часто трапляються короткі, але інтенсивні грози з громом і блискавками. З листопада по квітень триває сонячний і посушливий сухий сезон. Середня максимальна температура на Багамах становить 27-29 °C, а середня мінімальна температура — 20-25 °C. Середньорічна кількість опадів коливається від 1400 мм на півночі архіпелагу до 700 мм на півдні. Середня висота припливів в регіоні становить 1,5 м. З липня по жовтень в регіоні часто трапляються руйнівні тропічні циклони, оскільки Багамські острови лежать уздовж основного шляху ураганів, які часто виникають в Атлантиці.
Багамські острови розташовані між двома теплими течіями – Гольфстрімом, який оминає архіпелаг зі сходу, та Антильською течією, яка оминає архіпелаг з півдня і заходу та зміщує своє розташування між північною та південною частиною Багам влітку та взимку. Ці течії призводять до коливання температури води з півночі на південь. Періоди, коли температура води опускається, призводять до того, що різноманіття мангрів та коралів на Багамах є нижчим, ніж на решті Карибів.

## Флора
Багамські мангри зустрічаються в захищених бухтах і лагунах, на припливних мілинах та у прибережних водно-болотних угіддях. Внаслідок низького притоку прісної води та періодичного стресу від низьких температур і частих ураганів, середня висота мангрових чагарників екорегіону становить 4 м. Багамські мангри відіграють важливе значення у стабілізації берегової лінії островів.
Мангрові ліси утворюють складну перехідну зону між наземними та морськими екосистемами. Їх основу складають чотири види мангрових дерев — червоні мангри (Rhizophora mangle), чорні мангри (Avicennia germinans), білі мангри (Laguncularia racemosa) та прямі конусоплідні мангри (Conocarpus erectus). Часто на мілководді поблизу мангрових лісів зустрічаються луки морської трави, на яких домінує черепахова морська трава (Thalassia testudinum).

## Фауна
Прибережні мангрові зарості разом із кораловими рифами та луками морської трави утворюють надзвичайно різноманітну та складну екосистему, в якій рифи діють як бар'єр, що захищає луки та мангрові зарості від енергії високих хвиль та сильних прибережних течій, типових для Карибів. Мангри та луки, у свою чергу, є важливим місцем, де розмножуються та шукають їжу різноманітні рифові риби та безхребетні, а також рідкісні морські черепахи.
Серед морських черепах, що зустрічаються на Багамах, слід відзначити зелену черепаху (Chelonia mydas), біссу (Eretmochelys imbricata), довгоголову морську черепаху (Caretta caretta) та шкірясту черепаху (Dermochelys coriacea). Окрім них, на мілководних луках морської трави також пасуться рідкісні американські ламантини (Trichechus manatus). Серед риб, що зустрічаються у водах навколо Багамських островів, слід відзначити велику баракуду (Sphyraena barracuda), нассауського групера (Epinephelus striatus), альбулу (Albula vulpes) та атлантичного тарпона (Megalops atlanticus), а також різні види луціанів (Lutjanus spp.), хемулонів (Haemulon spp.), риб-папуг (Scarus spp.), карибських риб-папуг (Sparisoma spp.), герресів (Gerres spp.) та мохарр (Eucinostomus spp.).
Серед поширених в екорегіоні птахів слід відзначити кубинського свистача (Dendrocygna arborea), білощокого шилохвоста (Anas bahamensis), карибського голуба (Patagioenas leucocephala), мангрового кукліло (Coccyzus minor), рожевого косаря (Platalea ajaja), зелену чаплю (Butorides virescens), рудошию чепуру (Egretta rufescens), плямистого набережника (Actitis macularia), узбережного пастушка (Rallus crepitans), північного рибалочку-чубаня (Megaceryle alcyon), золотистого пісняра-лісовика (Setophaga petechia), сірого тирана (Tyrannus dominicensis), темноголового тирана (Tyrannus caudifasciatus), кубинського копетона (Myiarchus sagrae), карибського піві (Contopus caribaeus) та товстодзьобого віреона (Vireo crassirostris). Майже ендемічними представниками регіону є багамські колібрі-аметисти (Nesophlox evelynae), багамські білозорки (Tachycineta cyaneoviridis) та багамські жовтогорлики (Geothlypis rostrata), хоча жоден з цих видів не зустрічається виключно у мангрових лісах. У Національному парку Інагуа на острові Великий Інагуа знаходиться найбільша у світі гніздова колонія червоних фламінго (Phoenicopterus ruber).

## Збереження
Основними загрозами для збереження природи регіону є вирубка мангрових лісів на дрова і деревину та розчистка земель під будівництво. Зміни клімату, які можуть призвести до підвищення рівня моря, затоплення низинних районів та збільшення активності ураганів, також викликають занепокоєння.
Основними природоохоронними територіями екорегіону є Національний парк Інагуа, Національний парк Малого Інагуа, Національний парк Вест-Сайд, Національний парк Блек-Саунд-Кей, Національний парк острова Консепшн та Національний парк Бонефіш-Понд.